# 河村陽子
河村 陽子（かわむら ようこ、1940年 - 2023年）は元NHKアナウンサー。

## 略歴
1963年に慶応義塾大学を卒業してNHKへ入局した。アナウンサーとして「スタジオ102」「生活の知恵」「シルバーシート」などの司会やディレクターを担当し、後年は「ラジオ深夜便」のアンカーを務めた。
「深夜便」アンカーを卒業後、同番組の早朝コーナー「明日への言葉」のディレクター・インタビューアーを務めたほか、2010年代に放送大学「もう一度みたい名講義 ～放送大学アーカイブス～」の案内役も担当する。
2023年11月に他界して葬儀が営まれたことを、2023年11月14日23時過ぎにラジオ深夜便で須磨佳津江が報告した。